# Sumbawanga
Sumbawanga is een stad in het westen van Tanzania. Het heeft ongeveer 149.000 inwoners en ligt op 1800 meter hoogte. De bergen eromheen reiken zelfs tot 2700 meter.
Het is tevens de hoofdstad van de regio Rukwa. De bevolking van Sumbawanga bestaat voornamelijk uit Fipa met als voertaal het Fipa.
Sinds 1969 is Sumbawanga de zetel van een rooms-katholiek bisdom.